# Clyde Park
Clyde Park is een plaats (town) in de Amerikaanse staat Montana, en valt bestuurlijk gezien onder Park County.

## Demografie
Bij de volkstelling in 2000 werd het aantal inwoners vastgesteld op 310. In 2006 is het aantal inwoners door het United States Census Bureau geschat op 347, een stijging van 37 (11,9%).

## Geografie
Volgens het United States Census Bureau beslaat de plaats een oppervlakte van 0,9 km², geheel bestaande uit land. Clyde Park ligt op ongeveer 1483 m boven zeeniveau.

## Plaatsen in de nabije omgeving
De onderstaande figuur toont nabijgelegen plaatsen in een straal van 48 km rond Clyde Park.